# بوودن (ویرجینیای غربی)
بوودن(به انگلیسی: Bowden) شهری در ایالت ویرجینیای غربی کشور ایالات متحده آمریکا است که جمعیت آن در سرشماری سال ۲۰۱۰ میلادی، ۹ نفر بوده‌است.